# Mlada luna (film, 2009)
Mlada luna (izvirno New Moon, včasih tudi The Twilight Saga: New Moon) je film, posnet po istoimenskem romanu pisateljice Stephenie Meyer in je nadaljevanje filma Somrak, ki tudi temelji na romanu Stephenie Meyer (Somrak). V ZDA izzide 20. novembra 2009, v Sloveniji pa 26. novembra 2009. Režiral ga je Chris Weitz in v njem igrajo Kristen Stewart (Bella Swan), Robert Pattinson (Edward Cullen) in Taylor Lautner (Jacob Black).

## Vsebina
V drugem delu 17-letna Bella Swan opisuje svoje romantično razmerje z 108-letnim, popolnim, z večnim videzom 17-letnika in vegetarijanskim vampirjem Edwardom Cullenom. Vse pa se zaplete na zabavi za njen 18. rojstni dan, ko Edwardov brat Jasper, ki ima težave z vegetarijanskim slogom življenja, želi Bello ugrizniti. Edward jo sicer hitro reši, a se kljub temu odloči, da je čas, da se razideta. Pove ji, da je več ne ljubi, in ji obljubi, da se nikdar več ne bosta videla. Bella najprej od bolečine skoraj umre, a po nekaj mesecih trpljenja odkrije, da zmeraj, ko je v kakšni nevarnosti ali počne kaj nevarnega, sliši Edwardov glas. Da bi ga lahko slišala večkrat, kupi motor in prosi leto mlajšega znanca Jacoba Blacka, da ga popravi. Z Jacobom postaneta najboljša prijatelja, čeprav Bella ve, da si Jacob želi še več. Bellino srce se ponovno zlomi, ko se Jacob brez pojasnila preneha družiti z njo in se je izogiba. Po skritih poteh in ugankah Bella vendarle ugotovi, da ni padel v kremplje "kulta", kot je mislila sprva, temveč se je spremenil v volkodlaka. Njegov trop se trenutno sooča z velikimi problemi, saj neznani vampir lovi na njihovem območju, oni pa mu tega ne morejo preprečiti. Postopoma volkodlaki in Bella ugotovijo, da je ta vampir Victoria, ki se želi maščevati Belli za smrt svojega prijatelja Jamesa, ki ga je Edward ubil v Somraku, da bi rešil Bello. Ker si Bella želi slišati Edwardov glas, se odloči, da bo skočila s pečine, kar Jacob in njegovi prijatelji pogosto počnejo za zabavo. A zaradi nevihte jo voda skoraj odnese. V zadnjem trenutku jo reši Jacob in ji pove, da je eden najboljših prijateljev njenega očeta, Harry Clearwater, v bolnišnici zaradi srčnega napada. Ko se Bella tega dne vrne domov, jo tam pričaka njena prijateljica, Edwardova sestra Alice Cullen (tudi vampirka), ki lahko vidi prihodnost in za katero je po odhodu Cullenovih mislila, da je ne bo videla nikdar več. Tako Bella izve, da je Alice videla njen skok s pečine in pohitela k njej. Izkaže se tudi, da ni videla, da jo je Jacob rešil. Naslednji dan pa Alice in Bella izvesta, se je Edward, ki mu je njegova druga sestra Rosalie povedala, da naj bi Bella umrla odpravil v Volterro (Italija). Razlog za to je, da prosi Volturije, nekakšno vampirsko kraljevo družino, naj ga ubijejo, da bi bil lahko skupaj z Bello. Alice in Bella zato pohitita v Italijo, da bi rešili Edwarda, ki želi Volturije s tem, da bi razkril skrivnost o vampirjih, pripraviti do tega, da bi ga ubili. Bella ga zadnji čas dohiti in mu dokaže, da je živa. Kljub temu morajo vsi trije pred Volturije. Ti so trije: Aro, Marcus in Caius. Aro vse tri povabi, da bi se pridružili Volturijem, kar zavrnejo. A to pomeni, da Bella ne sme živeti, ker ve njihovo skrivnost. Alice prepriča Ara, da jo bodo kmalu spremenili v vampirko, zato lahko gredo. Ko so spet v Forksu, Edward prizna Belli resnico o svojem odhodu. Pojasni ji, da je odšel zato, da bi bila ona varna in da se ji je zlagal, ko je rekel, da je ne ljubi več. Bella mu oprosti, a želi, da jo Edward spremeni v vampirko, ta pa vztraja, da ne bo pogubil njene duše. Zato Bella organizira srečanje z njegovo družino, ki naj bi glasovala, ali naj postane vampirka ali ne. Edward in Rosalie vztrajata, da ne, Alice, Jasper, Emmett, Carlisle in Esme pa se strinjajo z Bello. Končno se odločijo, da jo bo po maturi spremenil Carlisle, ki je to počel že pri vseh ostalih članih svoje družine. Toda najprej morajo najti Victorio, Bella pa se želi spet spoprijateljiti z Jacobom, ki ne želi videti ne nje ne Cullenovih...

## Igralska zasedba

### Cullenovi in Swanovi
- Kristen Stewart kot Bella Swan, najstnica, zaljubljena v vampirja Edwarda.
- Robert Pattinson kot Edward Cullen, vampir, Bellina ljubezen. V filmu se v glavnem pojavlja samo v Bellini domišljiji.[2][3]
- Ashley Greene kot Alice Cullen, Edwardova sestra, Bellina prijateljica.[4]
- Billy Burke kot Charlie Swan, Bellin oče.[5]
- Peter Facinelli kot Carlisle Cullen, Edwardov oče in glavni v družini Cullenovih.[6]
- Elizabeth Reaser kot Esme Cullen, Edwardova mama, Carlislova žena.[7][8]
- Kellan Lutz kot Emmett Cullen, Edwardov brat.[9]
- Nikki Reed kot Rosalie Hale, Edwardova sestra, Emmetova partnerka.[10][11]
- Jackson Rathbone kot Jasper Hale, Edwardov brat, Alicin partner.[12][12]

### Volkodlaki
- Taylor Lautner kot Jacob Black, Bellin prijatelj.[13][14]
- Chaske Spencer kot Sam Uley, alfa tropa.[15]
- Tyson Houseman kot Quill Ateara, volkodlak.[16]
- Alex Meraz kot Paul, volkodlak.[17]
- Kiowa Gordon kot Embry Call, volkodlak.[15][18]
- Bronson Pelletier kot Jared, volkodlak.[15]
- Graham Greene kot Harry Clearwater, prijatelj Charlieja Swana in starešina Quiletskega tropa volkodlakov.[19]
- Gil Birmingham kot Billy Black, oče Jacoba Blacka, prijatelj Harryja Clearwaterja in Charlieja Swana ter starešina Quiletskega tropa volkodlakov.[20]

### Vampirji
- Rachelle Lefevre kot Victoria, partnerka Jamesa, vampirka.[21]
- Edi Gathegi kot Laurent, vampir.[22][23]

#### Volturiji
- Michael Sheen kot Aro, glavni Volturij.[19]
- Jamie Campbell Bower kot Caius, eden izmed glavnih Volturijev.[24]
- Christopher Heyerdahl kot Marcus, eden izmed glavnih Volturijev.[19]
- Dakota Fanning kot Jane, stražarka Volturijev.[25][26]
- Cameron Bright kot Alec, stražar Volturijev, Janein brat dvojček.[19]
- Charlie Bewley kot Demetri, član Volturijev.[19][27]
- Daniel Cudmore kot Felix, član Volturijev.[19]
- Noot Seear kot Heidi, vampirka, ki pripelje ljudi, ki jih bodo vampirji pojedli.[19][28]
- Justine Wachsberger kot Gianna, človek, ki dela za Volturije.[29][30]

### Ljudje
- Anna Kendrick kot Jessica Stanley, Bellina prijateljica.[31][32]
- Michael Welch kot Mike Newton, Bellin prijatelj, Jessicin fant.[33]
- Christian Serratos kot Angela Weber, Bellina prijateljica.[31]
- Justin Chon kot Eric Yorkie, Bellin prijatelj, Angelin fant.[31]
- Tinsel Korey kot Emily Young, partnerka Sama Uleyja.[19][34]

## Izid
Film je izšel 20. novembra 2009 v ZDA in 26. novembra 2009 v Sloveniji.

## Prodaja
Prvi poster za film Mlada luna je izšel 19. maja 2009. 31. maja 2009 Kristen Stewart, Robert Pattinson in Taylor Lautner na MTV Movie Awards predstavili prvi filmski napovednik. Dve sceni sta bili prikazani na San Diego Comic-Con. 14 sekund dolg drugi napovednik je prispel v javnost 12. avgusta 2009. Tretji napovednik je bil prikazan MTV Video Music Awards 13. septembra 2009. Spike TV je pokazal zadnji napovednik na podelitvi nagrad Scream Awards 27. oktobra.

## Naslednji film
Film Mrk naj bi izšel leta 30. junija 2010. Film je trenutno v snemanju in nastaja na podlagi tretjega romana (Mrk) v seriji Somrak. Znano pa je, da Chris Weitz ne bo režiral tega filma: režiser tretjega filma bo David Slade.